# Ne touchez pas la hache
Ne touchez pas la hache is een Franse dramafilm uit 2007 onder regie van Jacques Rivette. Het scenario is gebaseerd op de roman La Duchesse de Langeais (1834) van de Franse auteur Honoré de Balzac.

## Verhaal
De Franse hertogin Antoinette de Langeais geldt als fragiel en behaagziek. Niettemin kan ze veel edelen naar haar hand zetten. Wanneer generaal de Montriveau zich in haar kringen begeeft, besluit de hertogin om hoog spel met hem te spelen.

## Rolverdeling
- Jeanne Balibar: Antoinette de Langeais
- Guillaume Depardieu: Armand de Montriveau
- Michel Piccoli: Vidame de Pamiers
- Bulle Ogier: Prinses van Blamont-Chauvry
- Anne Cantineau: Clara de Sérisy
- Mathias Jung: Julien
- Julie Judd: Lisette
- Marc Barbé: Markies van Ronquerolles
- Nicolas Bouchaud: Maxime de Trailles
- Thomas Durand: Henri de Marsay
- Beppe Chierici: Burgemeester
- Victoria Zinny: Moeder-overste
- Barbet Schroeder: Hertog van Grandlieu